# Aphyolebias claudiae
Aphyolebias claudiae är en fiskart som beskrevs av Costa 2003. Aphyolebias claudiae ingår i släktet Aphyolebias och familjen Rivulidae. Inga underarter finns listade i Catalogue of Life.